# Leptomantella fragilis
Leptomantella fragilis är en bönsyrseart som beskrevs av John Obadiah Westwood 1889. Leptomantella fragilis ingår i släktet Leptomantella och familjen Tarachodidae. Inga underarter finns listade i Catalogue of Life.